# Llanternes Roges
Les Llanternes Roges (xinès simplificat: 红灯照; xinès tradicional: 紅燈照; pinyin: Hóngdēng Zhào) van ser els grups de lluita femenins organitzats per dones dels llogarets a les qui no se'ls va permetre unir-se als grups d'homes durant l'aixecament dels bòxers de 1900. Els vilatans deien que aquestes dones tenien poders sobrenaturals i se'ls encomanaven tasques que els bòxers masculins no podien dur a terme.

## Antecedents
A diferència dels rebels Taiping, però de la mateixa manera que moltes sectes populars xineses com la Secta del Lotus Blanc, la ideologia dels bòxers va prohibir el contacte amb les dones. La disciplina del boxer en la forma més estricta no permetia el contacte sexual i ni tan sols mirar una dona per por que el yin contaminant de la femella destruís el ritual d'invulnerabilitat.
No obstant això, les dones van organitzar unitats paral·leles: Les Llanternes Roges (Hongdeng zhao, és a dir, "Llanternes Roges brillants"), per a dones més joves, "Llanternes Blaves" (Landeng zhao) per a dones de mitjana edat, i Llanternes Negres (Heideng zhao) per a dones grans. Les Llanternes Roges tenien entre dotze i divuit anys, no es pentinaven de la manera tradicional i no es lligaven els peus. Portaven abrics i pantalons vermells, barrets vermells i sabates vermelles, i cadascuna duia una llanterna vermella. Estaven convençudes que podien saltar al cel quan movien els seus ventalls vermells.

Una cançó popular ho explicava:
Vestint tot vermell,
Portant una petita llanterna vermella,
Woosh, amb una onada del ventall
A dalt volen al cel.

## Activitats el 1900
Les fonts fiables de les activitats de les Llanternes Roges són difícils de trobar. S'esmenten en fonts de segona o tercera mà com a capaces de caminar sobre l'aigua, volar, calar foc a les cases dels cristians i aturar les seves armes, poders que els bòxers masculins no tenien. Però els únics relats bons de les seves activitats reals provenen de la batalla de Tientsin, quan van cuidar els bòxers ferits i van fer treballs com cosir i netejar.
Aquestes joves també tenien el poder de protegir els bòxers que lluitaven contra els invasors. Un ex bòxer va recordar, en una història oral a la dècada de 1950, que "un germà-deixeble", és a dir, un company bòxer, "sostenia un tros de corda a la seva mà... i dirigia la lluita. Els bòxers lluitarien a baix, mentre que les Llanternes Roges mirarien des de dalt, semblant suspeses al cel, no més grans que un ou de gallina”. Aquestes Llanternes Roges podien llançar espases per l'aire i tallar els caps dels invasors, a més de treure els cargols dels seus canons. Quan les Llanternes Roges s'aturaven, podien enviar les seves ànimes a la batalla.
Les Llanternes Roges també eren famoses pels seus poders curatius. A la dècada de 1950, una ex llanterna roja va explicar a un altre projecte d'història oral de la "germana-deixebla" major que podia entrar en trànsit, aplaudir en direcció a una persona malalta i curar la malaltia. Una altra llanterna roja, la Santa Mare del Lotus Groc, tenia la reputació de poder curar ferides ruixant aigua neta sobre elles i fins i tot ressuscitar els morts fregant els seus cossos.
Quan la màgia del bòxer fallava, les dones sovint en tenien la culpa. Per exemple, quan l'Església del Salvador de Beijing, va resistir setmanes d'atacs amb explosius i foc, els bòxers van culpar d'aquest fracàs les dones catòliques que eren dins, de les quals es deia que s'exposaven i agitaven "coses brutes", causant que els esperits dels bòxers abandonessin els seus cossos. La resposta va ser esperar l'arribada de les Llanternes Roges: "Les Llanternes Roges són totes nenes i dones joves, per la qual cosa no temen les coses brutes".
En els anys posteriors a la derrota dels bòxers, els vilatans van intercanviar històries sobre les seves gestes. Un va parlar de les dones de les Llanternes Roges que apareixien en edificis a Tianjin que els exèrcits Qing no podien capturar dels estrangers. Agafaven les bales de les armes estrangeres a les cistelles de flors i les dispersaven per incendiar els edificis, obligant els soldats francesos i japonesos a fugir. Altres històries populars van difondre un missatge igualitari de compartir la riquesa per igual i oposar-se a la monarquia. Una d'elles consistí en que, després que van atacar les legacions estrangeres, les Llanternes Roges van difondre la consigna de matar "un drac, un tigre i tres-cents carners". El drac era l'emperador, el tigre era el príncep Qing, i els tres-cents carners eren els funcionaris del govern central.

Una altra llegenda d'aquesta mena es referia a Azure Cloud, una jove dona del llogaret que es deia que podia saltar deu peus a l'aire com a experta en arts marcials. Ella va desenvolupar un profund odi cap als estrangers. La llegenda diu que quan l'expedició Internacional va entrar a Beijing, va matar molts dels invasors. Quan els líders de bòxers es van convertir en col·laboradors i van cometre crims indescriptibles, Azure Cloud va convidar aquests traïdors a un banquet. Ella els va denunciar: "No hauria cregut mai que poguessin ser aquestes bèsties. És la seva culpa que el país estigui a la vora del col·lapse". Després els va executar i va desaparèixer sense deixar rastre. Una cançó popular deia:
La llanterna vermella brilla
Il·luminant el camí a la gent.

## Llegenda i història
Les fonts acadèmiques a la Xina van esmenten les Llanternes Roges només de passada, fins i tot després de 1949, quan l'aixecament dels bòxers va ser considerat un aixecament patriòtic de les masses. Però de sobte, el 1967, les Llanternes Roges es van convertir en temes candents als mitjans nacionals xinesos. La Revolució Cultural estava en la seva fase més radical, i els grups juvenils estudiantils radicals, els Guàrdies Rojos, van assolir el cim del seu fervor. Igual que ells, les Llanternes Roges eren, joves i rebels, i un grup dels Guàrdies Rojos va triar el nom de "Força de Combat de les Llanternes Roges".
L'obra d'òpera revolucionària, La llegenda de la Llanterna Roja, produïda per l'esposa de Mao Zedong, Jiang Qing, no tenia connexió amb el moviment bòxer, però va popularitzar la llanterna roja com a un símbol revolucionari. Una campanya als diaris oficials del Partit va mostrar una connexió directa amb les Llanternes Roges de 1900. Els editorials oficials van atacar a Liu Shaoqi, l'antic segon al comandament de Mao, per detestar als bòxers, i van exhortar als Guàrdies Rojos a seguir l'esperit de les Llanternes Roges.